# Dichotomius ribeiroi
Dichotomius ribeiroi är en art av skalbagge som beskrevs 1954 av den brasilianske entomologen Francisco Silvério Pereira. Släktet som arten tillhör är en av medlemmarna i familjen bladhorningar. Inga underarter finns listade i Catalogue of Life.